# هی، روح خواهر
«هی، روح خواهر» (به انگلیسی: Hey, Soul Sister) تک‌آهنگی از گروه موسیقی موسیقی راک ترین است که در ۱۱ اوت ۲۰۰۹ توسط کلمبیا رکوردز و سونی میوزیک منتشر شد.
این تک‌آهنگ در چارت‌های، در رتبه اول و در چارت‌های، اسکاتلند جزو ده ترانه اول قرار گرفت.